# Нитридотриоксоосмат(VIII) калия
Нитридотриоксоосмат(VIII) калия — неорганическое соединение
калия, осмия, кислорода и азота с формулой KOsO3N,
жёлто-оранжевые кристаллы,
растворяется в воде.

## Получение
- Реакция оксида осмия(VIII) и амида калия:

{\displaystyle {\mathsf {OsO_{4}+KNH_{2}\ {\xrightarrow {}}\ KOsO_{3}N+H_{2}O}}}
- Пропускание аммиака через смесь оксида осмия и гидроксида калия:

{\displaystyle {\mathsf {OsO_{4}+KOH+NH_{3}\ {\xrightarrow {}}\ KOsO_{3}N+2H_{2}O}}}

## Физические свойства
Нитридотриоксоосмат(VIII) калия образует жёлто-оранжевые кристаллы
тетрагональной сингонии,
пространственная группа I 41/a,
параметры ячейки a = 0,565 нм, c = 1,308 нм, Z = 4.
Растворяется в воде, 
не растворяется в этаноле и эфире.

## Химические свойства
- Реагирует со смесью хлорида калия и соляной кислоты с образованием нитридопентахлороосмата(VI) калия:

{\displaystyle {\mathsf {KOsO_{3}N+KCl+6HCl\ {\xrightarrow {}}\ K_{2}OsNCl_{5}+Cl_{2}+3H_{2}O}}}